# Enzo Sacchi
Enzo Sacchi (Florencia, 6 de enero de 1926-Florencia, 12 de julio de 1988) fue un deportista italiano que compitió en ciclismo en la modalidad de pista, especialista en las pruebas de velocidad individual.
Participó en los Juegos Olímpicos de Helsinki 1952, obteniendo una medalla de oro en la prueba de velocidad individual. Ganó cinco medallas en el Campeonato Mundial de Ciclismo en Pista entre los años 1951 y 1958.

## Medallero internacional
| Juegos Olímpicos   | Juegos Olímpicos     | Juegos Olímpicos  | Juegos Olímpicos         |
| Año                | Lugar                | Medalla           | Competición              |
| ------------------ | -------------------- | ----------------- | ------------------------ |
| 1952               | Helsinki (Finlandia) | Medalla de oro    | Velocidad individual     |
| Campeonato Mundial |                      |                   |                          |
| Año                | Lugar                | Medalla           | Competición              |
| 1951               | Milán (Italia)       | Medalla de oro    | Velocidad individual (A) |
| 1952               | París (Francia)      | Medalla de oro    | Velocidad individual (A) |
| 1953               | Zúrich (Suiza)       | Medalla de plata  | Velocidad individual (P) |
| 1954               | Colonia (RFA)        | Medalla de bronce | Velocidad individual (P) |
| 1958               | París (Francia)      | Medalla de plata  | Velocidad individual (P) |

## Palmarés
- 1951
  - Campeón del mundo de velocidad amateur 
  - 1.º en el Gran Premio de París en velocidad amateur
  - 1.º en el Gran Premio de Copenhague en velocidad
- 1952
  - Campeón del mundo de velocidad amateur 
  - Medalla de oro a los Juegos Olímpicos de Helsinki en velocidad individual
- 1954
  - 1.º en el Gran Premio de París en velocidad
- 1955
  - Campeón de Italia de velocidad
- 1959
  - 1.º en el Gran Premio de París en velocidad
- 1960
  - 1.º en los Seis días de Buenos Aires (con Ferdinando Terruzzi)
- 1962
  - 1.º en los Seis días de Perth (con Ronald Murray)